# 小行星2564
小行星2564（2564 Kayala）是一颗围绕太阳公转的小行星。1977年8月19日，尼古拉·切爾尼赫在克里米亚发现了此天体。
該小行星以史詩《伊果遠征記》中的卡亞拉河（Kayala）命名。
这颗小行星的绝对星等为295.3351034810169等。